# Бетолигар Мисдонгард
Бетолигар Мисдонгард (енгл. Misdongard Betoligar; Нџамена, 26. септембар 1985) је бивши фудбалер из Чада. Играо је на позицији нападача. 

## Каријера
Фудбалом је почео да се бави у Чаду где је играо за Ренесанс, а након тога је играо у Камеруну за Унион Дуалу где је био најбољи стрелац тамошњег првенства. 
Након што је прошао пробни период, Мисдонгард је 4. октобра 2007. потписао четворогодишњи уговор са Црвеном звездом. Првенствени деби у дресу Црвене звезде је имао 31. октобра 2007. против Младости у Лучанима. Ушао је на терен у другом полувремену уместо Ненада Јестровића, а недуго затим је асистирао Сегунду Кастиљу за изједначујући и уједно последњи погодак на утакмици која је завршена резултатом 1:1. Први гол у дресу Звезде је постигао 9. децембра 2007. на гостовању Бежанији. Утакмицу је почео као стартер а гол, који је уједно био и једини на утакмици, је постигао у 22. минуту. Своје наредне и уједно последње голове за црвено-беле, је постигао 2. априла 2008. на Маракани у убедљивој победи над крушевачким Напретком (5:0). Мисдонгард је почео утакмицу као стартер и постигао је хет-трик, а у 81. минуту га је заменио Ернан Баркос. Десет дана касније, на утакмици против Бежаније на Маракани, Мисдонгард је забележио две асистенције за победу свог тима од 4:1. Обе асистенције су биле упућене Ненаду Милијашу, прво у 10. минуту за 1:0 а потом и у 52. минуту за 3:1. У 28. колу, 30. априла 2008, на утакмици против Чукаричког на Маракани, Мисдонгард је забележио још једну асистенцију. Црвена звезда је славила са 1:0, а фудбалер из Чада је асиситрао Ненаду Јестровићу за једини погодак на утакмици. Мисдонгард је у сезони 2007/08. одиграо 15 првенствених утакмица на којима је постигао четири гола и забележио четири асистенције.
Након што није забележио ниједан наступ за Црвену звезду током јесењег дела сезоне 2008/09, са Мисдонгардом је у децембру 2008. раскинута сарадња. Недуго затим прелази у Будућност из Подгорице. У дресу Будућности је током пролећног дела сезоне 2008/09. на 12 одиграних утакмица у првенству Црне Горе постигао три гола. Први од та три гола је постигао 6. маја 2009, на гостовању Ловћену у Цетињу. Четири дана касније на стадиону под Горицом је постигао гол у ремију са Рударом из Пљеваља (1:1), а шест дана касније је постигао свој последњи гол у дресу Будућности, на гостовању екипи Кома у победи од 2:1.
У лето 2009. се вратио у Србију и потписао уговор са новим суперлигашем Металцем из Горњег Милановца. У петом колу шампионата 2009/10, Мисдонгард је постигао два гола за победу Металца над ОФК Београдом од 2:1, на утакмици која је одиграна на стадиону Чика Дача у Крагујевцу. То је била историјска победа Металца јер је уједно и прва победа коју је клуб забележио у највишем рангу. Мисдонгард је у екипи Металца провео три сезоне и у том периоду је одиграо 77 суперлигашких мечева на којима је постигао 16 голова.
У лето 2012. прелази у Младост из Лучана. За екипу Младости је у сезони 2012/13. на 30 одиграних утакмица у Првој лиги Србије постигао пет голова. Почео је и наредну сезону у Младости али је изгубио место у стартној постави па је током првог дела сезоне 2013/14. одиграо само шест утакмица, уз један постигнут гол. У фебруару 2014. прелази у Борац из Чачка. У Борцу је провео једну полусезону, али је за овај клуб забележио само један наступ у Првој лиги Србије. Последњи ангажман у српском фудбалу је имао у екипи Слоге из Краљева за коју је наступио на 11 утакмица током првог дела сезоне 2014/15. у Првој лиги Србије.

## Приватно
У јуну 2014. Мисдонгард се крстио у цркви Светог вазнесења Господњег у Чачку, преузео православље и узео име Ђорђе.